# Booragamadagu, Bagepalli
Booragamadagu là một làng thuộc tehsil Bagepalli, huyện Kolar, bang Karnataka, Ấn Độ.